# Sarcophaga menadensis
Sarcophaga menadensis är en tvåvingeart som beskrevs av Shinonaga 2004. Sarcophaga menadensis ingår i släktet Sarcophaga och familjen köttflugor. Inga underarter finns listade i Catalogue of Life.